# E-Prix de Punta del Este de 2018
El e-Prix de Punta del Este de 2018 (oficialmente, el 2018 CBMM Niobium Punta del Este e-Prix) fue una carrera de monoplazas eléctricos del campeonato de la FIA de Fórmula E que transcurrió el 17 de marzo de 2018 en el circuito callejero de Punta del Este en Punta del Este, Uruguay.

## Entrenamientos libres
Todos los horarios corresponden al huso horario de Uruguay (UTC-3).

### Primeros libres
| Hora de inicio 8:00 - Hora de finalización 8:45 |     |                  |                           |          |            |         |
| Pos.                                            | N.º | Piloto           | Equipo                    | Tiempo   | Diferencia | Vueltas |
| 1                                               | 9   | Sébastien Buemi  | Renault e.dams            | 1:14.536 | —          | 24      |
| 2                                               | 20  | Mitch Evans      | Panasonic Jaguar Racing   | 1:14.879 | +0.343     | 19      |
| 3                                               | 1   | Lucas Di Grassi  | Audi Sport ABT Schaeffler | 1:14.941 | +0.405     | 26      |
| 4                                               | 36  | Alex Lynn        | DS Virgin Racing          | 1:15.036 | +0.500     | 24      |
| 5                                               | 25  | Jean-Éric Vergne | Techeetah                 | 1:15.098 | +0.562     | 27      |
| Fuente:fiaformulae.com                          |     |                  |                           |          |            |         |

### Segundos libres
| Hora de inicio 10:30 - Hora de finalización 11:00 |     |                 |                           |          |            |         |
| Pos.                                              | N.º | Piloto          | Equipo                    | Tiempo   | Diferencia | Vueltas |
| 1                                                 | 1   | Lucas Di Grassi | Audi Sport ABT Schaeffler | 1:13.672 | —          | 13      |
| 2                                                 | 2   | Sam Bird        | DS Virgin Racing          | 1:14.080 | +0.408     | 14      |
| 3                                                 | 20  | Mitch Evans     | Panasonic Jaguar Racing   | 1:14.135 | +0.463     | 14      |
| 4                                                 | 16  | Oliver Turvey   | NIO Formula E Team        | 1:14.267 | +0.595     | 13      |
| 5                                                 | 8   | Nicolas Prost   | Renault e.dams            | 1:14.270 | +0.598     | 12      |
| Fuente:fiaformulae.com                            |     |                 |                           |          |            |         |

## Clasificación
Todos los horarios corresponden al huso horario de Uruguay (UTC-3).

### Resultados
| Hora de inicio 12:00 - Hora de finalización 12:45 |     |                        |                           |          |            |    |
| Pos.                                              | N.º | Piloto                 | Equipo                    | Tiempo   | Diferencia | P. |
| 1                                                 | 25  | Jean-Éric Vergne       | Techeetah                 | 1:13.672 | —          | SP |
| 2                                                 | 1   | Lucas Di Grassi        | Audi Sport ABT Schaeffler | 1:14.032 | +0.360     | SP |
| 3                                                 | 20  | Mitch Evans            | Panasonic Jaguar Racing   | 1:14.093 | +0.421     | SP |
| 4                                                 | 36  | Alex Lynn              | DS Virgin Racing          | 1:14.135 | +0.463     | SP |
| 5                                                 | 16  | Oliver Turvey          | NIO Formula E Team        | 1:14.181 | +0.509     | SP |
| 6                                                 | 66  | Daniel Abt             | Audi Sport ABT Schaeffler | 1:14.224 | +0.552     | 5  |
| 7                                                 | 9   | Sébastien Buemi        | Renault e.dams            | 1:14.320 | +0.648     | 6  |
| 8                                                 | 18  | André Lotterer         | Techeetah                 | 1:14.442 | +0.770     | 7  |
| 9                                                 | 5   | Maro Engel             | Venturi Formula E Team    | 1:14.523 | +0.851     | 8  |
| 10                                                | 2   | Sam Bird               | DS Virgin Racing          | 1:14.552 | +0.880     | 9  |
| 11                                                | 6   | José María López       | Dragon Racing             | 1:14.605 | +0.933     | 18 |
| 12                                                | 7   | Jérôme d'Ambrosio      | Dragon Racing             | 1:14.673 | +1.001     | 10 |
| 13                                                | 28  | António Félix da Costa | MS&AD Andretti Formula E  | 1:14.973 | +1.301     | 11 |
| 14                                                | 19  | Felix Rosenqvist       | Mahindra Racing           | 1:15.104 | +1.432     | 12 |
| 15                                                | 68  | Luca Filippi           | NIO Formula E Team        | 1:15.444 | +1.772     | 15 |
| 16                                                | 4   | Edoardo Mortara        | Venturi Formula E Team    | 1:15.493 | +1.821     | 13 |
| 17                                                | 27  | Tom Blomqvist          | MS&AD Andretti Formula E  | 1:16.424 | +2.752     | 20 |
| 18                                                | 23  | Nick Heidfeld          | Mahindra Racing           | 1:31.701 | +18.029    | 17 |
| 19                                                | 3   | Nelson Piquet Jr.      | Panasonic Jaguar Racing   | 1:42.656 | +28.984    | 14 |
| 20                                                | 8   | Nicolas Prost          | Renault e.dams            | 1:53.358 | +39.686    | 19 |
| Fuente:fiaformulae.com                            |     |                        |                           |          |            |    |

Notas:
1. ↑  «Punta del Este vuelve a recibir a la Fórmula E». Motorsport.com. Consultado el 14 de marzo de 2018.
2. 1 2 3  «Horarios eprix Punta del Este». MOTORLAT. Consultado el 17 de marzo de 2018.
3. 1 2 3  «Race Results – Formula E». www.fiaformulae.com (en inglés). Archivado desde el original el 8 de octubre de 2018. Consultado el 17 de marzo de 2018.
4. 1 2 3 4 5  Las primeras 5 posiciones de la parrilla van a ser determinadas por una Super Pole.
5. ↑  Fue descalificado por baja presión en los neumáticos.
6. ↑  Fue sancionado con 3 puestos en la grilla de largada por exceso de velocidad con bandera roja en pista.
7. ↑  Fue sancionado con 10 puestos en la grilla de largada por cambiar la caja de cambios.
8. ↑  Le fueron quitados los tiempos de clasificación porque produjo la finalización de la misma con un accidente.
9. ↑  Fue sancionado con 10 puestos en la grilla de largada por cambiar la transmisión.

### Super Pole
| Hora de inicio 12:45 - Hora de finalización 13:00 |     |                  |                           |          |            |    |
| Pos.                                              | N.º | Piloto           | Equipo                    | Tiempo   | Diferencia | P. |
| 1                                                 | 1   | Lucas Di Grassi  | Audi Sport ABT Schaeffler | 1:13.948 | —          | 2  |
| 2                                                 | 36  | Alex Lynn        | DS Virgin Racing          | 1:14.189 | +0.241     | 3  |
| 3                                                 | 20  | Mitch Evans      | Panasonic Jaguar Racing   | 1:14.640 | +0.692     | 16 |
| 4                                                 | 16  | Oliver Turvey    | NIO Formula E Team        | 1:14.978 | +1.030     | 4  |
| 5                                                 | 25  | Jean-Éric Vergne | Techeetah                 | 1:16.806 | +2.858     | 1  |
| Fuente:fiaformulae.com                            |     |                  |                           |          |            |    |

Notas:
1. 1 2 3  Se le quitó el tiempo de la Super Pole por no transitar de forma correcta la chicana.
2. ↑  Se le quitaron todos los tiempos de clasificación porque el auto no paso la revisión por ser demasiado liviano.

## Carrera
Todos los horarios corresponden al huso horario de Uruguay (UTC-3).
| Hora de inicio 16:00   |     |                        |                           |       |                 |    |        |
| Pos.                   | N.º | Piloto                 | Equipo                    | Vtas. | Tiempo/Retirado | P. | Puntos |
| 1                      | 25  | Jean-Éric Vergne       | Techeetah                 | 37    | 50:43.809       | 1  | 28     |
| 2                      | 1   | Lucas Di Grassi        | Audi Sport ABT Schaeffler | 37    | +0.447          | 2  | 18     |
| 3                      | 2   | Sam Bird               | DS Virgin Racing          | 37    | +2.611          | 9  | 15     |
| 4                      | 20  | Mitch Evans            | Panasonic Jaguar Racing   | 37    | +4.075          | 16 | 12     |
| 5                      | 19  | Felix Rosenqvist       | Mahindra Racing           | 37    | +4.224          | 12 | 10     |
| 6                      | 36  | Alex Lynn              | DS Virgin Racing          | 37    | +7.672          | 3  | 8      |
| 7                      | 16  | Oliver Turvey          | NIO Formula E Team        | 37    | +11.818         | 4  | 6      |
| 8                      | 6   | José María López       | Dragon Racing             | 37    | +12.612         | 18 | 5      |
| 9                      | 7   | Jérôme d'Ambrosio      | Dragon Racing             | 37    | +22.242         | 10 | 2      |
| 10                     | 5   | Maro Engel             | Venturi Formula E Team    | 37    | +26.293         | 8  | 1      |
| 11                     | 28  | António Félix da Costa | MS&AD Andretti Formula E  | 37    | +27.335         | 11 |        |
| 12                     | 18  | André Lotterer         | Techeetah                 | 37    | +38.731         | 7  |        |
| 13                     | 68  | Luca Filippi           | NIO Formula E Team        | 37    | +39.926         | 15 |        |
| 14                     | 66  | Daniel Abt             | Audi Sport ABT Schaeffler | 37    | +43.139         | 5  |        |
| 15                     | 8   | Nicolas Prost          | Renault e.dams            | 37    | +47.194         | 19 |        |
| 16                     | 27  | Tom Blomqvist          | MS&AD Andretti Formula E  | 37    | +59.299         | 20 |        |
| 17                     | 4   | Edoardo Mortara        | Venturi Formula E Team    | 36    | +1 vuelta       | 13 |        |
| Ret                    | 9   | Sébastien Buemi        | Renault e.dams            | 29    |                 | 6  |        |
| Ret                    | 3   | Nelson Piquet Jr.      | Panasonic Jaguar Racing   | 25    |                 | 14 |        |
| Ret                    | 23  | Nick Heidfeld          | Mahindra Racing           | 1     |                 | 17 |        |
| Fuente:fiaformulae.com |     |                        |                           |       |                 |    |        |

Notas:
1. ↑  Tres puntos adicionales para el que marco la pole position. (Jean-Éric Vergne)
2. ↑  Un punto adicional para el que marcó la vuelta rápida en carrera. (José María López)